# 龍田崑慈堂
22°54′16″N 121°07′13″E / 22.904508174186972°N 121.12032759457935°E
龍田崑慈堂位於臺灣臺東縣鹿野鄉龍田村，是一間主祀瑤池金母的道教廟宇。崑慈堂在臺灣日治時期為鹿野神社的所在地，並且於戰後崑慈堂草創之初，慈濟功德會創辦人證嚴法師出家前，曾隨著師父來到崑慈堂前的苦楝樹掛單修行三個月，而這棵樹樹齡超過80年，是臺東縣平地上最大的苦楝樹。

## 沿革

### 日治時期
臺灣日治時期，日本政府為解決國內人口過剩之問題，因此計畫將部分國民遷移到臺灣東部，其中臺灣總督府便在今日鹿野鄉龍田村興建了一座移民村，當時稱為鹿野。後來，再於村內設置鹿野神社，供居住在移民村的日本膜拜。

### 戰後時期
1945年第二次世界大戰結束後，日本人被遣返回國內，神社裡的天照大神也被請回後，原本在鹿野移民村西邊的50戶臺灣籍住戶遷移到移民村內居住，也將原先供奉的土地公神像迎駕到已被清空的神社內供奉。不久之後又有50戶臺灣籍的居民移入鹿野村，1961年因應行政區域劃分調整，鹿野村改名為龍田村。
1953年後，原本的日本神社除了供奉土地公外，又另建簡易房舍一棟，以用來供奉媽祖神像。
這座土地公廟由於屬公廟性質，使得當時鹿野村內仍沒有一間可讓全體村民共同祭祀的廟宇，平常村民如需祭拜神祇，必須跨過卑南溪到海岸山脈上的寶華山慈惠堂祭拜，這段路程距離遙遠，許多龍田村村民感到相當不便，因此在1958年春季，由龍田村村民林文定迎瑤池金母的令旗回到土地公廟安放祭祀。
在此之後，來到此廟祭拜的村民日益增加，因此於同年4月開始塑造瑤池金母的神像，並興建廟宇後，與媽祖神像、土地公像共同祭祀。然而信徒仍持續增加，最初興建的廟堂空間已無法負荷，加上早年施工簡易，建材不佳，以及年久失修等多種因素，於是龍田村村民黃天居、張森烘等人決定發起募款，來進行廟宇建築的整修，以及擴建前殿。
1980年，龍田村地方仕紳成立改建委員會，並推選時任龍田村村長陳清標擔任主任委員，再進行廟宇的整體重建計畫，而才有今日崑慈堂之規模。
早年在崑慈堂成立之初時，當時尚未剃度出家的慈濟功德會創辦人證嚴法師，曾隨著師父來到崑慈堂外的苦楝樹下掛單修行三個月。修行期間，證嚴法師常在樹下與村民分享佛法，因此後來慈濟人也將此樹命名為慈濟樹，紀念此地為上人首修之地。

## 建築特色
龍田崑慈堂為單殿硬山式建築，廟前設有前有拜亭，堂址朝東，面對海岸山脈的都蘭山。

## 重要祭典
由於龍田崑慈堂具有公廟的性質，廟裡除了主祀瑤池金母以外，同時還祭祀有釋迦佛祖、觀音菩薩、媽祖、臨水夫人、中壇元帥以及從彰化縣芳苑鄉後寮過來的移民，連帶移祀而來的玄天上帝。崑慈堂於一年之中主要的祭典有農曆3月23日的媽祖誕辰、7月18日的金母誕辰以及10月15日的拜天公演平安戲等。
而重要祭典皆由爐主負責，爐主則以鄰為單位，並在擲筊後決定輪替的鄰，而該鄰的鄰長便是該次祭典的爐主，其他還有村內的戶長為頭家，負責該年祭典的籌畫，以及經費籌措等相關事項。每年的元宵及還會以大鼓陣前往臺東市參加元宵繞境活動。
龍田崑慈堂，每年都會定期前往花蓮的慈惠總堂進香，每三年也會回到彰化福安宮進香。

## 逸聞
龍田崑慈堂內所祭祀的土地公神像曾被信徒發現，其白鬍鬚有增長的狀況。擔任崑慈堂廟公兼法師的錢樹梨表示，他已在崑慈堂擔任法師10多年，直到7年多前再接任廟公，沒多久便請來了這尊土地公像，而原本這尊土地公的白鬍鬚只到胸前，6年開始不斷往下生長，至今已增長65公分。並且廟裡兩年前才開始祭拜的文昌帝君，其鬍子也莫名增加了兩吋，讓信徒相當驚喜。

## 圖集

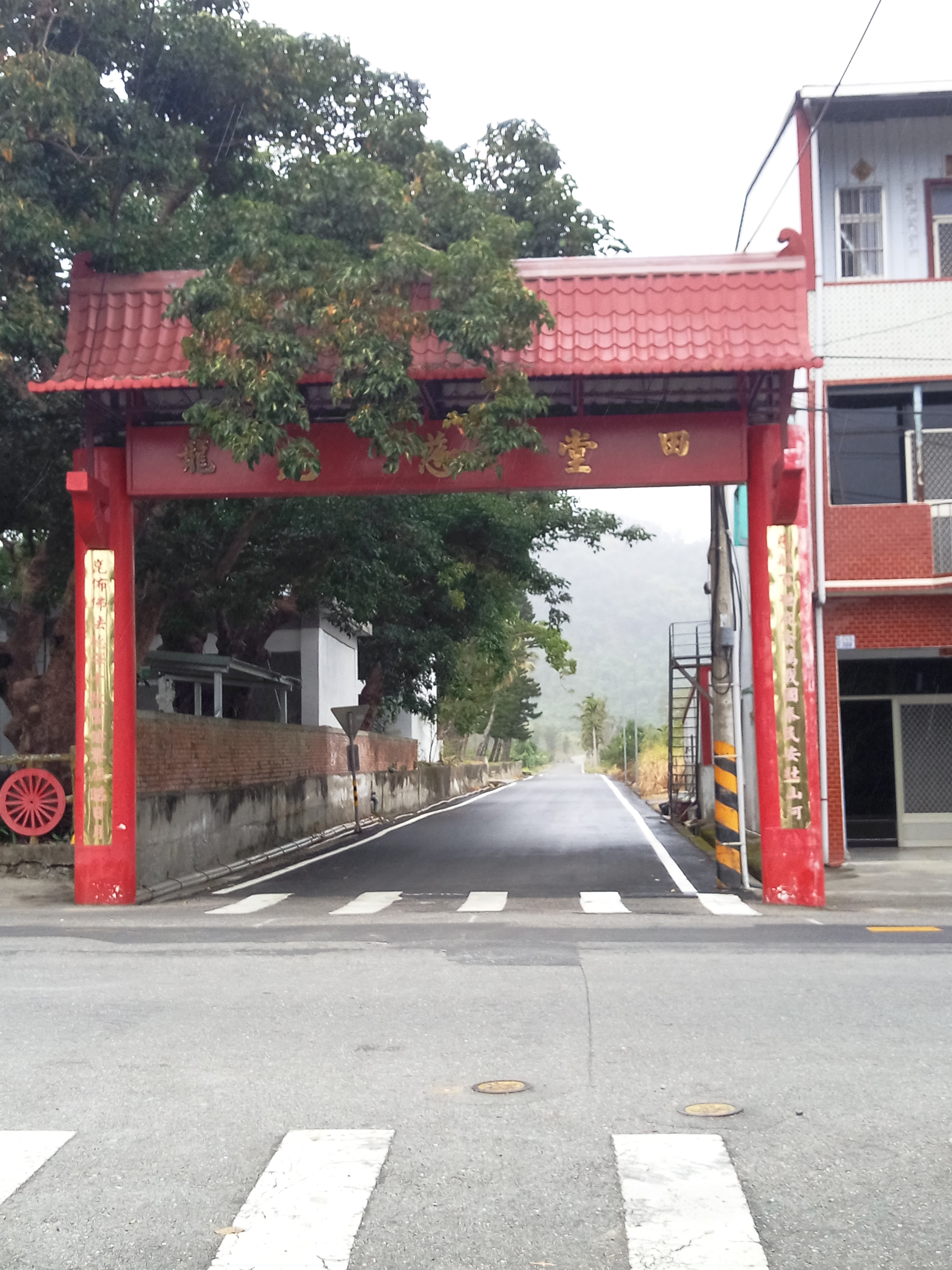
龍田崑慈堂的門樓
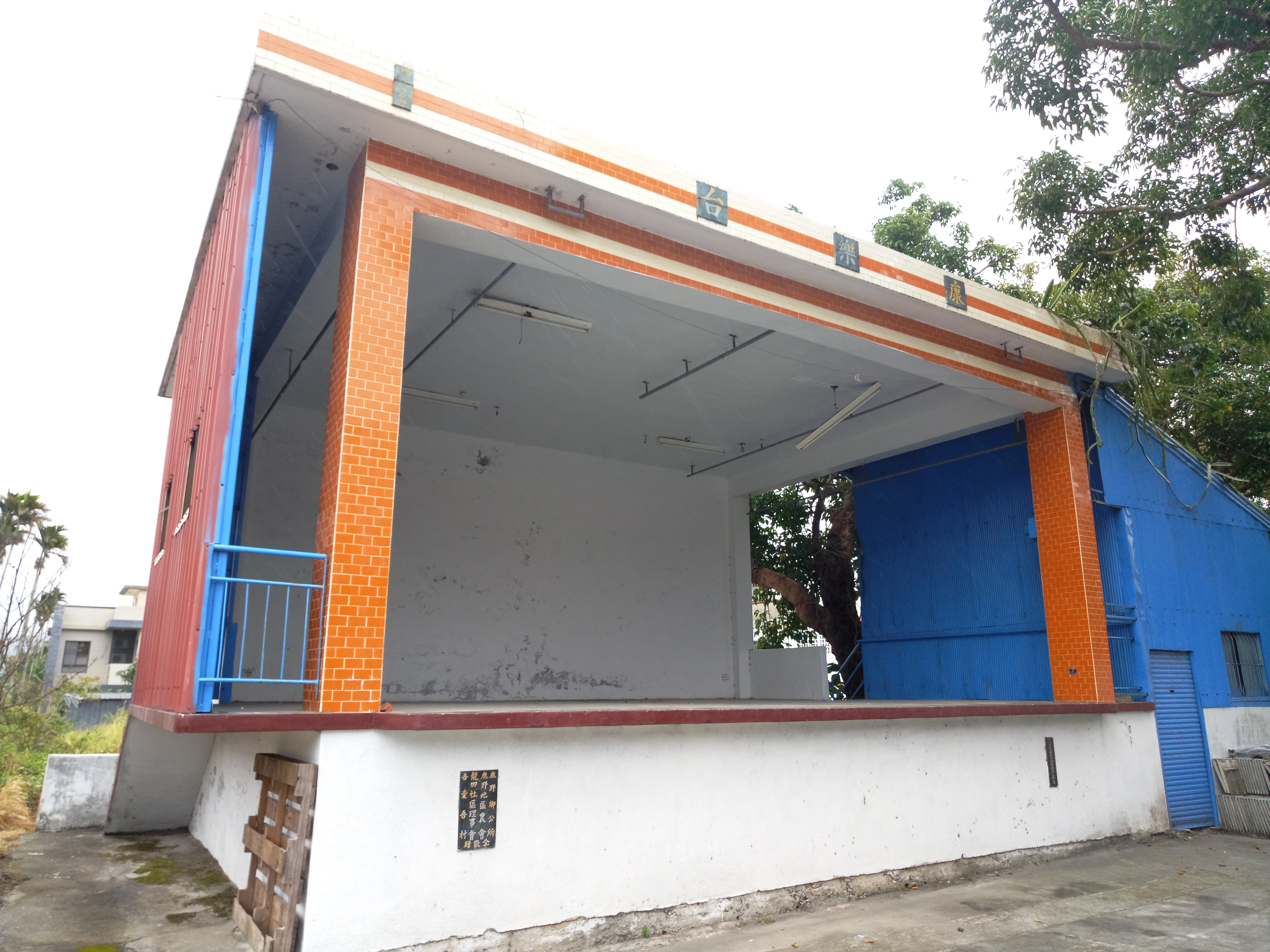
龍田崑慈堂的戲台
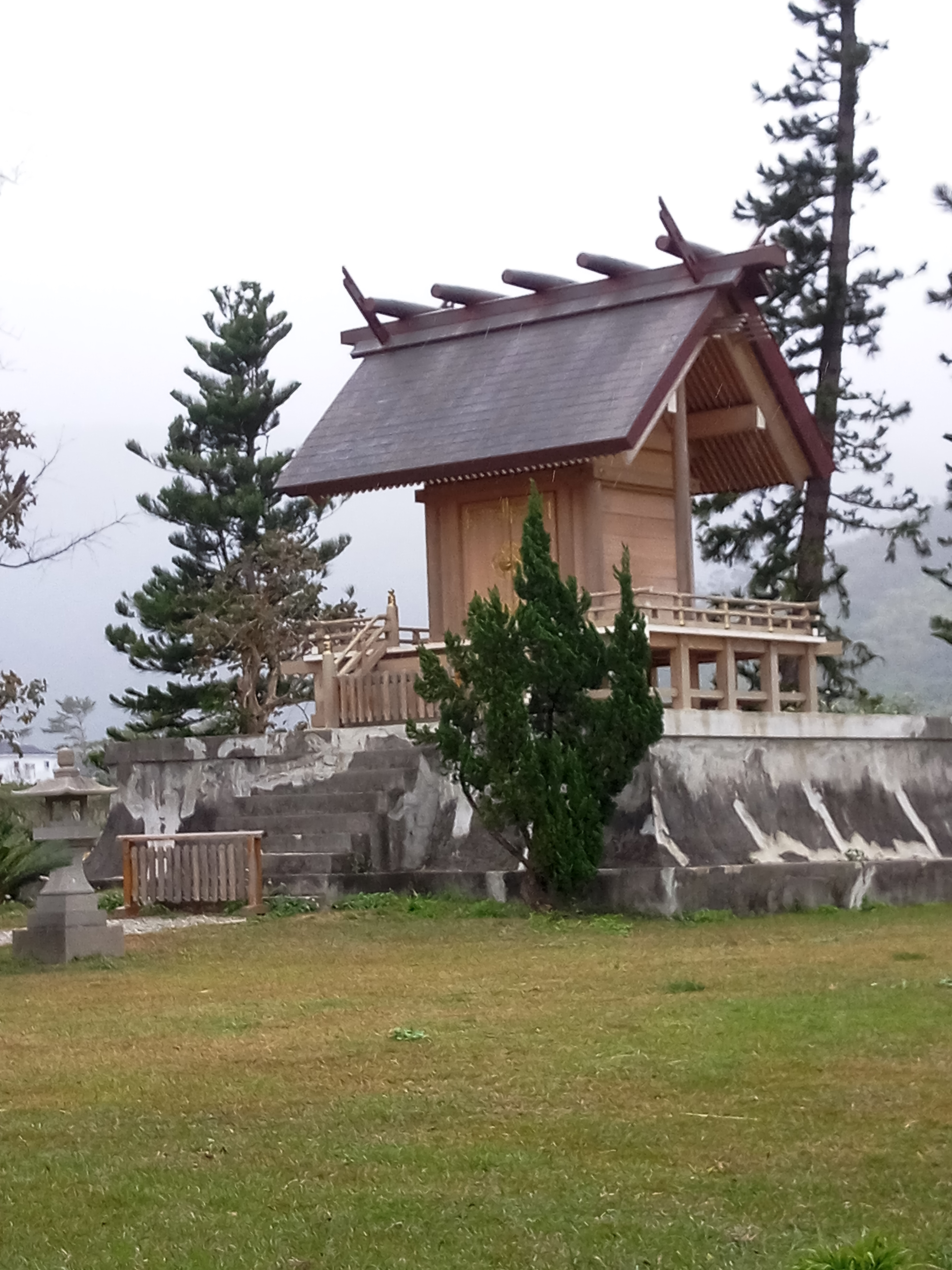
鹿野神社遺址

## 資料來源
1. 1 2  . 臺東縣政府.   [2017-02-14] （中文（臺灣））.[永久]
2. ↑  . 鹿野鄉公所.   [2017-02-14]. （原始内容存档于2016年11月17日） （中文（臺灣））.
3. ↑  . 臺東縣政府.   [2017-02-14] （中文（臺灣））.[永久]
4. 1 2 3 4 5  . 交通部觀光局花東縱谷國家風景區管理處.   [2017-02-14]. （原始内容存档于2016-11-11） （中文（臺灣））.
5. 1 2 3 4 5  . 臺東縣政府.   [2017-02-14] （中文（臺灣））.[永久]
6. 1 2 3 4 5 6 7 8  . 教育大市集.   [2017-02-14] （中文（臺灣））.[]
7. ↑  王秀亭. . 自由時報. 2015-03-23  [2017-02-14]. （原始内容存档于2018-12-11） （中文（臺灣））.